# Pseudothuria duplex
Pseudothuria duplex is een zeekomkommer uit de familie Synallactidae.
De wetenschappelijke naam van de soort werd in 1905 gepubliceerd door René Koehler & Clément Vaney.